# Église Saint-Jean-Baptiste de Mastara
L'église Saint-Jean-Baptiste de Mastara (arménien : Սուրբ Հովհաննես Մկրտիչ եկեղեցի) est une église du Ve siècle située dans le village de Mastara près de Talin dans le marz d'Aragatsotn en Arménie.

## Histoire
L'église de Saint-Jean-Baptiste de Mastara a été construite au Ve siècle. Elle se trouve dans la province centrale de l'Arménie : Ayrarat. L'édifice est caractérisé par ses angles aigus et ses absides à quatre côtés. Autour de celui-ci des anciens khatchkar de style identiques se fondent harmonieusement dans le complexe. Le style architectural de cette église marque le passage des églises aux formes simples à des églises aux formes complexes comme celle de Sainte-Hripsimé à Etchmiadzin.
L'intérieur est impressionnant par l'ampleur de la coupole. Le tambour est construit de manière originale, avec huit trompes  aux angles de l'octogone. À l'intérieur des huit trompes en sont introduites huit autres plus petites. Sur le polygone ainsi tracé est dressé un tambour à seize pans sur lequel repose la coupole. L'ensemble de la couverture donne un aspect massif à l'édifice     
.

## Galerie

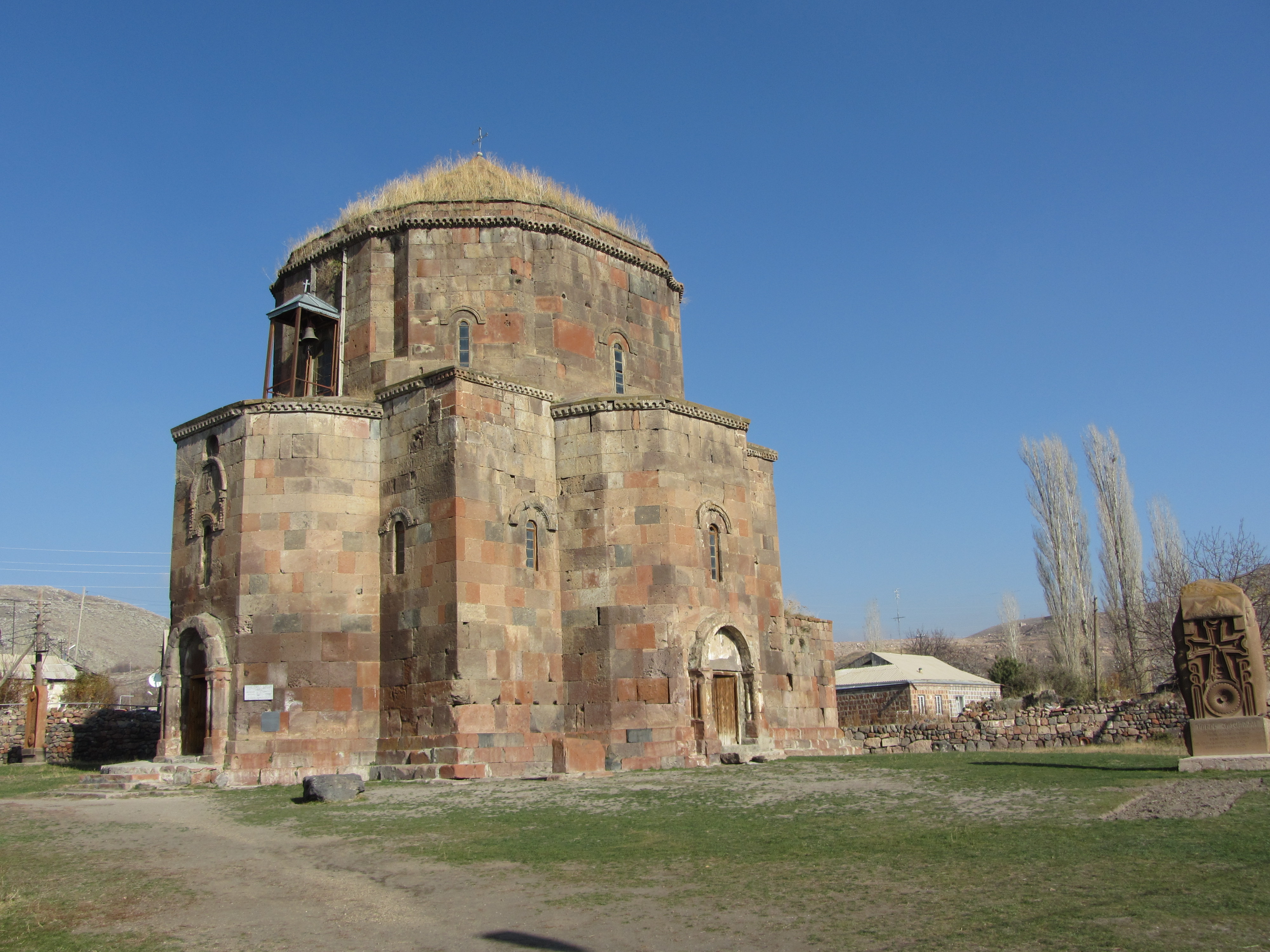
église Saint-Jean-Baptiste
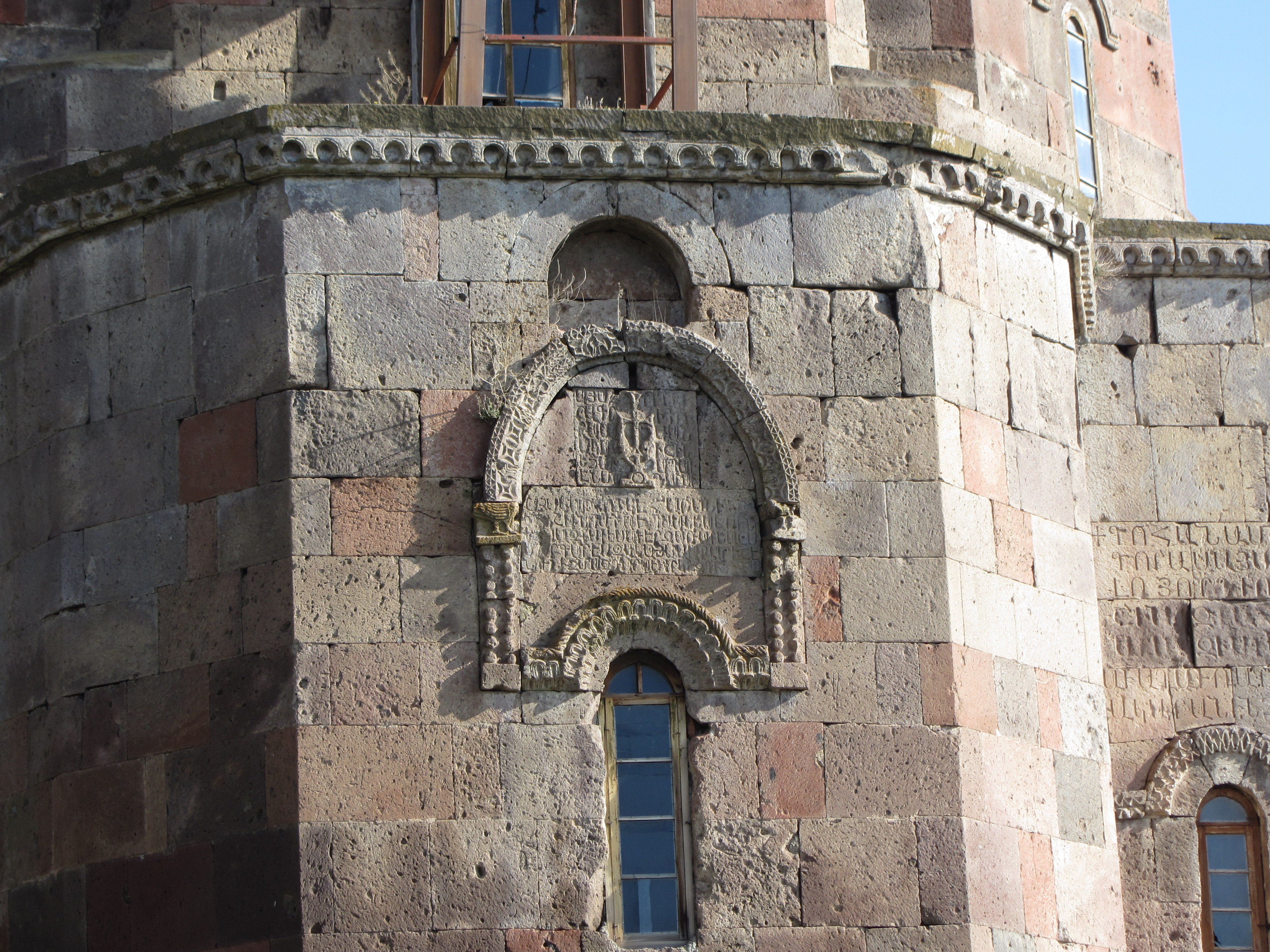
texte et décoration sculptés sur la façade
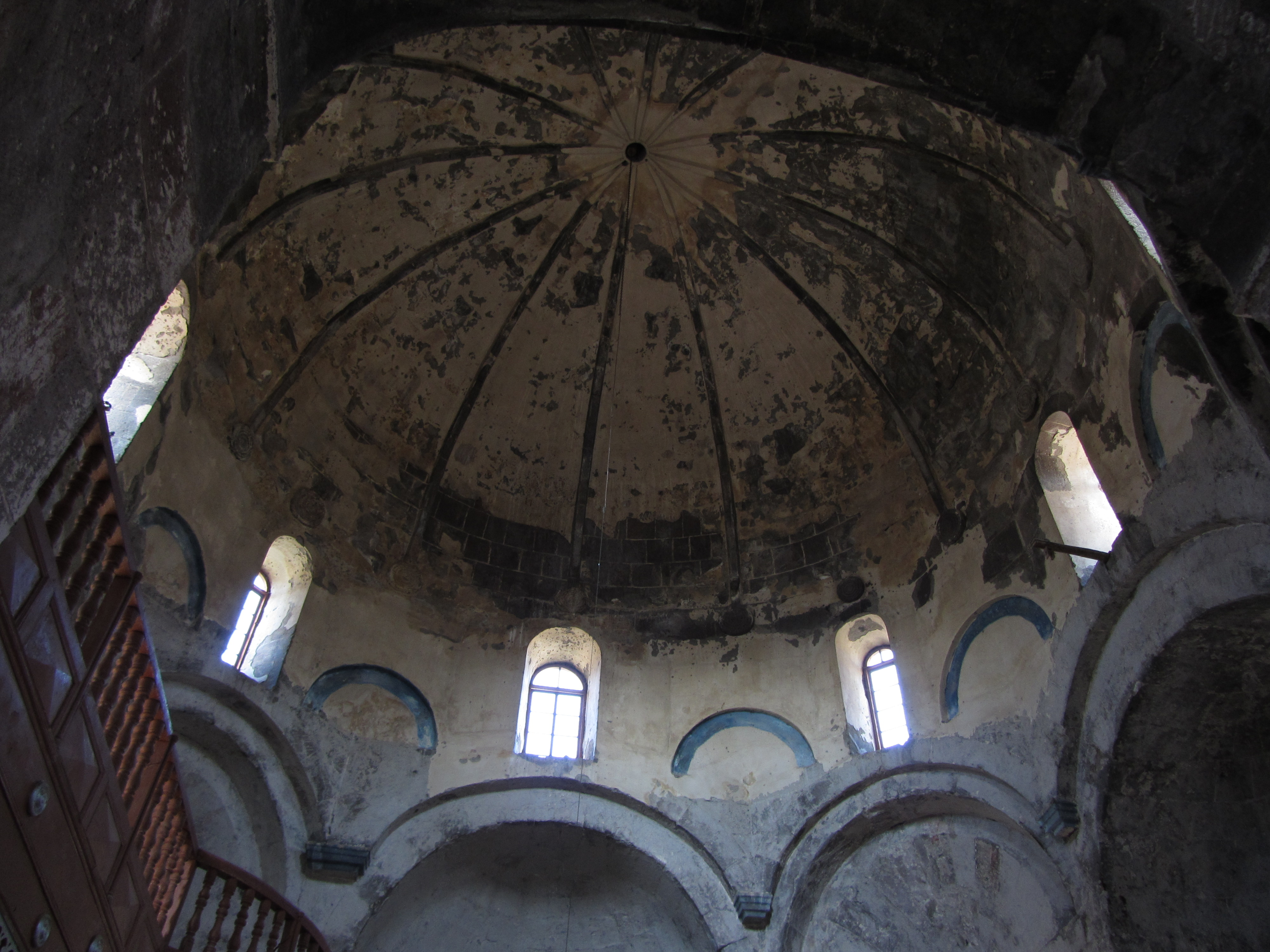
Coupole
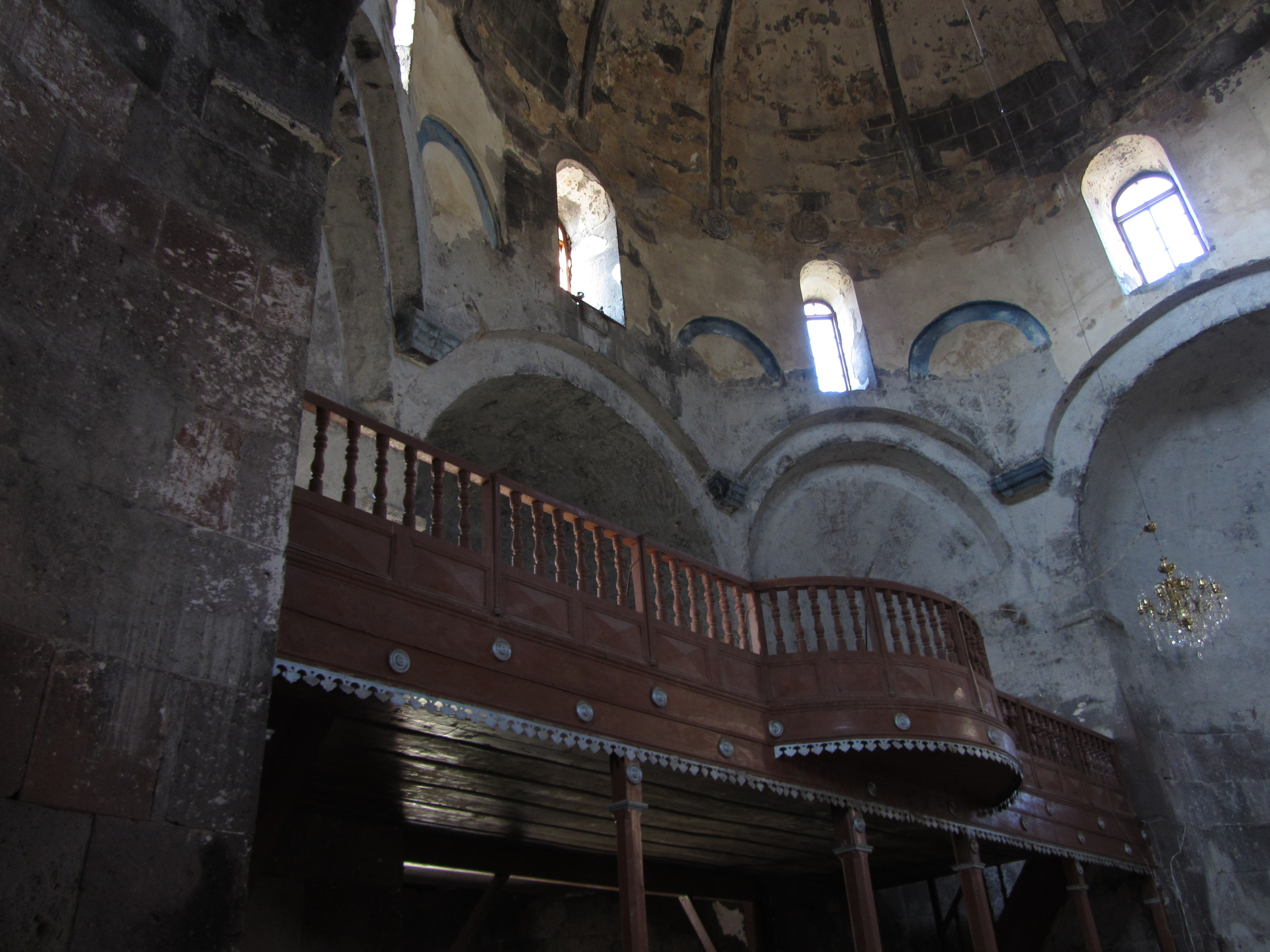
Balcon intérieur